# Vespola caeruleifera
Vespola caeruleifera là một loài bướm đêm trong họ Noctuidae.